# Hugh Lawson White Hill
Hugh Lawson White Hill (* 1. März 1810 bei McMinnville, Warren County, Tennessee; † 18. Januar 1892 in Hills Creek, Tennessee) war ein US-amerikanischer Politiker. Zwischen 1847 und 1849 vertrat er den Bundesstaat Tennessee im US-Repräsentantenhaus.

## Werdegang
Hugh Hill war ein Cousin von US-Senator Benjamin Harvey Hill aus Georgia. Er besuchte private Schulen, die Carroll Male Academy in McMinnville und das Cumberland College in Nashville. Danach arbeitete er für kurze Zeit als Lehrer. Schließlich wurde er in der Landwirtschaft und hier vor allem beim Obstanbau tätig. Gleichzeitig begann er als Mitglied der Demokratischen Partei eine politische Laufbahn. Zwischen 1837 und 1839 sowie nochmals im Jahr 1841 saß er als Abgeordneter im Repräsentantenhaus von Tennessee.
Bei den Kongresswahlen des Jahres 1846 wurde er im vierten Wahlbezirk von Tennessee in das US-Repräsentantenhaus in Washington, D.C. gewählt, wo er am 4. März 1847 die Nachfolge von Alvan Cullom antrat. Da er im Jahr 1848 auf eine weitere Kandidatur verzichtete, konnte er bis zum 3. März 1849 nur eine Legislaturperiode im Kongress absolvieren. Diese war von den Ereignissen des Mexikanisch-Amerikanischen Kriegs bestimmt. Nach seinem Ausscheiden aus dem US-Repräsentantenhaus arbeitete Hugh Hill wieder in der Landwirtschaft. Im Jahr 1870 war er Delegierter auf einer Versammlung zur Überarbeitung der Staatsverfassung von Tennessee. Er starb am 18. Januar 1892 in Hills Creek.